# Добеслав Кезгайлович
Добеслав Кезгайлович (лит. Dobeslovas Kęsgaila; 1420? — 1460) — литовский боярин из рода Кезгайлов, каштелян виленский (1458—1460).

## Биография
Из литовского шляхетского рода Кезгайлы герба Задора. Сын боярина Кезгайло Волимонтовича и его жены Елены, брат Яна и Михаила Кезгайловичей.
Впервые упоминается в 1442 году. В 1458—1460 годах был каштеляном Виленским, об этом известно из завещания виленского воеводы Ивана Монивидовича.
Сведений о семье не сохранились.